# Walenty Sojka
Walenty Sojka (ur. 13 lutego 1887 w Miejscu Odrzańskim, zm. 11 września 1939 w Krakowie) – śląski farmaceuta, działacz plebiscytowy i zawodowy.

## Życiorys
Urodził się w chłopskiej rodzinie, jako syn Walentego i Franciszki (z domu Harońska). Szkołę podstawową ukończył w miejscowości rodzinnej, naukę kontynuował w Gimnazjum Salezjańskim w Oświęcimiu, następnie ukończył gimnazjum w Paczkowie. Po uzyskaniu stopnia zawodowego pomocnika aptekarskiego podjął studia farmaceutyczne na Uniwersytecie Humboldtów w Berlinie, które ukończył w 1916 roku. W roku 1930 obronił na Uniwersytecie Brukselskim dysertację doktorską Chemizm różnych roślin leczniczych i ich zastosowanie terapeutyczne w alopatii i homeopatii.
W latach 1919–1922 nawiązał współpracę z działaczami narodowymi, między innymi z doktorem Józefem Rostkiem, oraz aptekarzami: Michałem Wolskim, Emilem Gajdasem, Bonifacym Bałdykiem i innymi. Podczas I powstania śląskiego został aresztowany przez Grenzschutz. Po zwolnieniu, w listopadzie 1919 r. włączył się do akcji propagandowej na rzecz przyłączenia Śląska do Rzeczypospolitej Polskiej. Z chwilą powołania Komisariatu Plebiscytowego w Bytomiu został mianowany kierownikiem Komitetu Plebiscytowego w Kuźni Raciborskiej. Podczas III powstania śląskiego sprawował w tejże miejscowości obowiązki Komendanta Placu.
1 kwietnia 1919 r. kupił od Jana Galińskiego aptekę „Mariańską” w Kuźni Raciborskiej. W 1922 r. Kuźnia Raciborska pozostała po stronie niemieckiej, a Sojka przeniósł się na polską stronę, do Tarnowskich Gór, gdzie od Niemca Ottona Panefskiego kupił aptekę „Pod Eskulapem”. W roku 1922 był współzałożycielem i skarbnikiem Towarzystwa Aptekarzy Polaków na Śląsku. 6 lutego 1923 roku ożenił się z Käthe Pikulek, z którą miał później syna (zmarł w wieku dziesięciu lat w 1937 roku) i dwie córki.
W roku 1924 został wybrany pierwszym prezesem Ogólnego Związku Aptekarzy woj. śląskiego, która to organizacja weszła w skład Polskiego Powszechnego Towarzystwa Farmaceutycznego z Zarządem Głównym w Warszawie. Był też prezesem towarzystwa gminnego Sokół w Tarnowskich Górach oraz członkiem Bractwa Strzeleckiego. W 1926 roku został wybrany na radnego ze Zjednoczonej Listy Polskiej, a w roku 1927 na ławnika magistratu. W marcu 1930 roku ponownie został radnym z Bezpartyjnej Listy Gospodarczej.
W związku z przeprowadzką do Katowic zrezygnował z mandatu i sprzedał kamienicę w grudniu 1930 roku. W Katowicach odkupił najstarszą w mieście aptekę „Miejską”, założoną na Friedrichstraße 27 przez Grzegorza Tirpitza w 1856 r., w momencie zakupu mieszczącą się w nieistniejącej dziś północno-zachodniej pierzei Rynku pod numerem 3, którą prowadził praktycznie do śmierci. Zamieszkał w Murckach przy ulicy Ogrodowej 5. Angażował się w życie tamtejszej gminy, wspomagał jej ubogich mieszkańców, w 1936 r. ufundował dzwon dla miejscowego kościoła.
Był aktywnym działaczem Związku Powstańców Śląskich oraz prezesem Związku Byłych Więźniów Politycznych w Katowicach. Został odznaczony Medalem Niepodległości. W 1934 roku, z okazji Święta Niepodległości otrzymał Gwiazdę Górnośląską za zasługi położone w odzyskaniu niepodległości ziemi śląskiej. W 1937 r. z okazji rocznicy III powstania śląskiego został odznaczony Srebrnym Krzyżem Zasługi.
Zmarł w Krakowie. Aptekę przejął powiernik niemiecki Hans Lauenstein. Rodzina sprowadziła zwłoki do Murcek, gdzie Sojka został pochowany w grobie-mauzoleum, który ufundował dla uczczenia pamięci syna. Po pogrzebie krążyły plotki, że być może jego śmierć była sfingowana przez Bonifratrów z Krakowa, gdzie miał umrzeć podczas operacji.